# Dave Weckl
David (Dave) Joseph Weckl (født 8. januar 1960 i Saint Louis, Louisiana) er en amerikansk trommeslager. Han er især kendt for sit virke hos Chick Coreas Electric Band og Paul Simons backing band. 
Weckl hører til en af sin generations ledende kultfigurer. Han er inspireret af Buddy Rich , Peter Erskine , Billy Cobham & Steve Gadd. Han har indspillet i alle genrer, og er en af de mest betydningsfulde Fusions trommeslagere fra midt 80'erne og op igennem 90'erne, kendt for et teknisk virtuost trommespil.
Han har ligeledes lavet undervisnings Videoer og DVD´er.

## Udvalgt diskografi
- French Toast (1984)
- Michel Camilo in Trio – (1984)
- Michel Camilo – Why Not (1985)
- Michel Camilo – On Fire (1989)
- Michel Camilo (1989)
- Michel Camilo – Rendezvous (1993)
- Arturo Sandoval – Flight to Freedom (1991)
- Bill Connors – Step It – (1984)
- The Chick Corea Electric Band – Live From Elarios (1985)
- The Chick Corea Electric Band (1986)
- The Chick Corea Electric Band – Light Years (1987)
- The Chick Corea Acoustic Band – Summernights – Live (1987)
- The Chick Corea Electric Band – Eye of The Beholder (1989)
- The Chick Corea Akoustic Band (1989)
- The Chick Corea Electric Band – Inside Out (1990)
- The Chick Corea Akoustic band – Alive ( 1991 )
- The Chick Corea Electric Band – Beneath The Mask (1992)
- Dave Weckl – Master Plan (1990)
- Dave Weckl – Heads Up (1992)
- Dave Weckl – Hard Wired (1994)
- Tom Kennedy – Basses Loaded (1996)
- Dave Weckl Band – Rythm of The Soul (1998)
- Dave Weckl Band – Synergy (1999)
- Dave Weckl Band – Transition (2000)
- Dave Weckl Band – Perpetual Motion (2002)
- Dave Weckl Band – Live ( and very plugged in ) (2003)
- Dave Weckl Band – Multiplicity (2005)
- Dave Weckl/Jay Oliver - Convergence (2014)
- Dave Weckl Accustic Band - Of the Same Mind (2015)

### DVD Diskografi
- Dave Weckl - Back to Basics - Instruktions DVD (1992)
- Dave Weckl - The Next Step - Intruktions DVD (1992)
- Chick Corea Electric Band - Live at Iowa State University (1987)
- Chick Corea Electric Band - GRP Super Live (1987)
- Chick Corea Electric Band - Live in Spain (1988)
- Chick Corea Electric Band - Live at Montreux (2004)
- Chick Corea Accustic Band - Alive (1991)
- Chick Corea Accustic Band - Live (2005)
- Chick Corea Accustic Band - Live at the Blue Note (2005)